# 西公园街道
西公园街道，是中华人民共和国新疆维吾尔自治区喀什地区喀什市下辖的一个街道办事处。
2016年1月9日，新疆维吾尔自治区人民政府批复同意喀什市分别从现吾斯塘博依街道办事处、夏马勒巴格镇和色满乡划入部分区域，设立西公园街道办事处，街道办事处驻夏马勒巴格路99号（原色满安居小区文体活动中心）。

## 行政区划
下辖以下地区：
东艾力克社区、斯尔克其社区、佳和社区、园丁路社区、明珠路社区、科克艾日克社区、米兰路社区、团结社区和晨光社区。